# 勵廷儀
勵廷儀（1669年—1732年），字令式，號南湖。直隸靜海人。祖籍浙江紹興。
勵杜訥之子。生於康熙八年（1669年），康熙三十八年（1699年）己卯科舉人，康熙三十九年（1700年）庚辰科進士。選庶吉士。康熙四十一年（1702年）特命在南書房行走，康熙四十三年（1704年）授編修。康熙四十五年（1706年），遷右中允、侍讀學士。康熙四十九年（1710年）任《佩文韻府》纂修兼校勘官，《淵鑑類函》校勘官，康熙五十五年任《御定月令輯要》校勘官。康熙五十六年擢內閣學士，康熙六十一年任《分類字錦》之校勘官。雍正元年擢刑部尚書，因事革職。雍正七年（1729年）加太子少傅，雍正九年（1731年）遷吏部尚書。雍正十年（1732年）五月以病乞休，不久卒，諡文恭。乾隆六年入賢良祠。其子勵宗萬亦是進士出身。